# Nieseniederung mit Mündungsbereich
Koordinaten: 51° 54′ 7″ N, 9° 7′ 51″ O

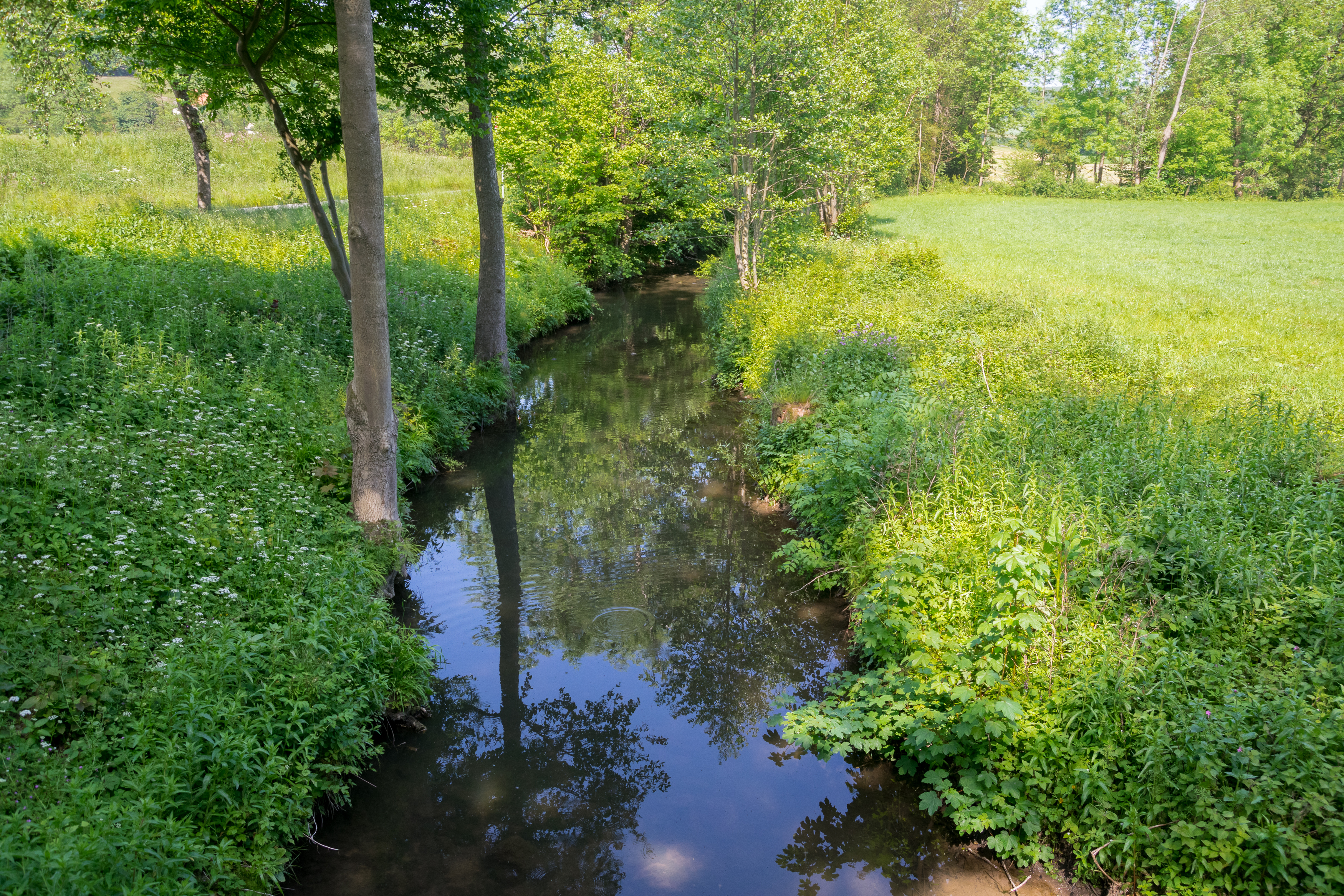
Naturschutzgebiet Nieseniederung mit Mündungsbereich (Juni 2015)

Das Naturschutzgebiet Nieseniederung mit Mündungsbereich liegt auf dem Gebiet der Stadt Schieder-Schwalenberg im Kreis Lippe in Nordrhein-Westfalen.
Das aus zwei Teilflächen bestehende Gebiet erstreckt sich entlang der Niese, eines rechten Zuflusses der Emmer. Es liegt zwischen Schieder im Norden und Kollerbeck, einem Ortsteil der Stadt Marienmünster, im Südosten. Durch den nördlichen und südlichen Teil und westlich und östlich des Gebietes verläuft die Landesstraße L 886 und durch die Mitte des Gebietes die L 827. Nordöstlich des Gebietes erstreckt sich der etwa 3,1 km lange und bis zu 350 m breite Schiedersee, nördlich das rund 1.168 ha große Naturschutzgebiet (NSG) Wälder bei Blomberg und westlich das 363,8 ha große NSG Emmeroberlauf und Beberbach.

## Bedeutung
Das etwa 254,0 ha große Gebiet mit der Schlüssel-Nummer LIP-025 steht seit dem Jahr 1993 unter Naturschutz. Schutzziele sind
- Erhalt, Sicherung und Optimierung des wegen seiner herausragenden Schönheit auffallenden Bachtals der Niese, welches eine Vielzahl von geomorphologisch, vegetationskundlich, faunistisch und hydrologisch typischen Elemente der Bachauen aufweist,
- die Sicherung und Optimierung einer naturnahen Bachaue mit mäandrierendem Wasserlauf, begleitenden z. T. feuchten Grünlandflächen und naturnahen Gehölzbeständen als Retentionsraum und Lebensraum auentypischer Tier- und Pflanzenarten und
- die Erhaltung, Entwicklung und Wiederherstellung von extensiv genutztem Grünland verschiedener Feuchtestufe und die Entwicklung von Auenwäldern.[2]